# Discovery Channel Pro Cycling Team
A Discovery Channel Pro Cycling Team (UCI csapatkód: DSC) (korábban U.S. Postal Pro Cycling Team) egy megszűnt amerikai profi kerékpárcsapat. A csapat tagja volt a Tour de France-rekorder hétszeres győztes Lance Armstrong.